# Platysaurus guttatus
Platysaurus guttatus är en ödleart som beskrevs av  Smith 1849. Platysaurus guttatus ingår i släktet Platysaurus och familjen gördelsvansar. Inga underarter finns listade i Catalogue of Life.